# Reencarnación
A Reencarnación (jelentése spanyolul: ’Reinkarnáció’) Thalía mexikói énekesnő negyedik kislemeze hetedik, Arrasando című stúdióalbumáról. Szövegét az énekesnő írta, zenéjét Lawrence P. Dermer és Robi Rosa szerezte. Producere Emilio Estefan és Lawrence P. Dermer. A videóklipet, amelyben Thalía több történelmi személyiség képében jelenik meg, Simon Brand rendezte.
A dal a 30. helyig jutott a Billboard Top Latin Songs slágerlistáján, és a 17. helyezést érte el a Latin Pop Songs listán.

## Külső hivatkozások
- Reencarnación. YouTube